# La maschera di mezzanotte

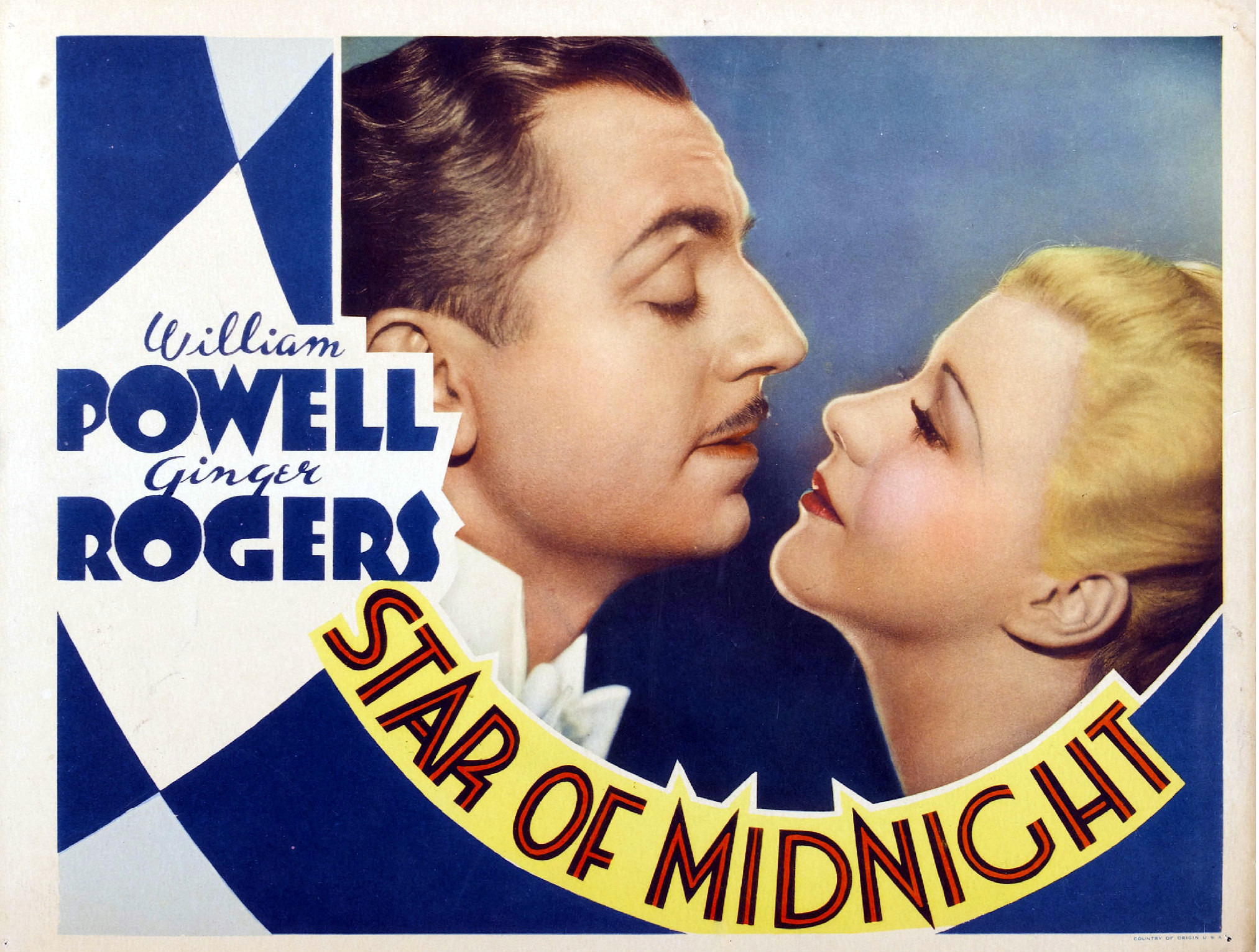

La maschera di mezzanotte (Star of Midnight) è un film statunitense del 1935 diretto da Stephen Roberts.

## Trama
Tim Winthrop si rivolge all'avvocato e playboy newyorkese Clay "Dal" Dalzell per ritrovare la sua ragazza Alice, che è misteriosamente scomparsa da Chicago da circa un anno. Winthrop è convinto che sia a New York e si celi sotto lo pseudonimo di Mary Smith in uno spettacolo di varietà. In compagnia della sua spasimante Donna Mantin, Dal si reca allo spettacolo "Midnight" in cui la misteriosa attrice  Mary Smith sparisce durante la rappresentazione quando Winthrop la riconosce e grida il suo vero nome, Alice.
Il giornalista Tommy Tennant sostiene di aver scoperto la chiave del mistero, ma prima che possa rivelarlo, è ucciso nell'appartamento di Dal. Anche Dal rimane ferito e viene trovato accanto al cadavere del giornalista con in mano la pistola che l'omicida ha lasciato per terra, ma l'ispettore Doremus non lo reputa colpevole, e lo lascia libero affinché possa indagare sfruttando le sue doti di avvocato. Dal cerca di farsi dare dal gangster Kinland alcune lettere compromettenti di Donna. Quando le ottiene, con un ricatto, scopre che non riguardano Donna, bensì una sua amica.
Dal incontra la sua vecchia fiamma Jerry, ora sposata con un avvocato di nome Classon. Anche Classon è alla ricerca di Alice, in quanto sostiene che potrebbe fornire un alibi per un suo cliente accusato di omicidio a Chicago. Dal organizza una trappola nel residence Greenwich Village in cui sostiene di aver individuato Mary Smith e avverte tutti i sospettati che la incontrerà a breve nel suo appartamento. Il suo ragionamento è che coloro che sono innocenti verranno nel suo appartamento, mentre l'assassino si recherà nel residence per tacitare Mary.
Dal e Donna si recano al residence dove ha detto che si trova Mary. Dopo poco si presenta alla porta una signora; prima di aprire, Dal manda Donna nella camera da letto e le chiede di mettere un disco con una canzone di Mary. Dal fa entrare la signora e, alla richiesta di costei di vedere Mary le dice che è nella camera accanto dove sta provando la sua canzone; a quel punto il disco salta e quindi la signora capisce che è un trucco. Cerca allora di avventarsi su Dal ma l'ispettore Doremus riesce a bloccarla: questi ha una maschera perché in effetti è Robert Classon. Si scopre così che Jerry, la moglie di Classon, aveva avuto una relazione con la vittima di un omicidio a Chicago. Robert Classon era il responsabile dell'omicidio e voleva far tacere Alice che era l'unica testimone dell'omicidio ma che era fuggita per evitare di testimoniare; Alice infatti odiava l'assassino in quanto era stato la causa della rovina di suo padre.
Risolto il mistero, Dal e Donna si sposano.